# Mousehouse
Mousehouse var Danmarks første multimediecenter og siden et af landets førende internetbureauer, stiftet i 1992 af Caroline Søeborg Ahlefeldt.

## Historie
Mousehouse blev oprindeligt startet som en forening under kultur- og iværksætterprojektet Frontløberne i Århus. Efterfølgende startede man selskabet mousehouseProduction ApS som var ejet af Foreningen Mousehouse. I 1997 blev foreningen opløst og et nyt selskab stiftet i navnet MouseHouse A/S med ledelse, nøglemedarbejdere og bestyrelse som aktionærer. Mousehouse A/S overtog alle medarbejdere fra mousehouseProduction ApS og betalte den gæld som foreningen Mousehouse havde oparbejdet. Caroline Søeborg Ahlefeldt kontrollerede sammen med ledelsen i det nye selskab, David Junge og Thomas Adamsen, majoriteten i det nye selskab. Virksomheden var førende i Danmark indenfor design og udvikling af Internetsider og CD-rom produktion for større danske firmaer såsom Codan, BG Bank, Tivoli med flere.

## Salg
I 1999 blev Mousehouse solgt til den tidligere SAS-chef Jan Carlzon fra svenske Linné Group, for et større to-cifret millionbeløb. Herefter ændredes navnet til Cell Network. Samme år opkøbte Cell Network også det norske bureau New Media Science og i 2000 fusionerede Cell Network med Mandator, og fortsatte sit opkøb af internetbureauer i bl.a. Tyskland og Frankrig. 

## Konkurs
Den danske del af Cell Network gik konkurs i 2003. Den internationale del af Cell Network skiftede umiddelbart herefter sit navn (tilbage) til Mandator. I 2007 købte Fujitsu Services Mandator, som på dette tidspunkt beskæftigede ca. 560 medarbejdere.